# Tadeusz Witold Młyńczak
Tadeusz Witold Młyńczak (ur. 7 października 1934 w Poznaniu) – polski inżynier i działacz polityczny, przewodniczący Stronnictwa Demokratycznego (1976–1981, 1985–1989), poseł na Sejm PRL IV, V, VI, VII, VIII i IX kadencji (1965–1989), wiceprzewodniczący Rady Narodowej miasta Poznania (1973–1974), zastępca przewodniczącego Rady Państwa (1976–1989). Przewodniczący Rady Naczelnej Towarzystwa Łączności z Polonią Zagraniczną „Polonia” (1977–1989).

## Życiorys
Urodził się w rodzinie robotniczej o poglądach antykomunistycznych jako syn Tadeusza i Marii. Po ukończeniu Technikum Mechaniczno-Elektrycznego w Poznaniu kształcił się na Wydziale Budowy Maszyn Politechniki Poznańskiej (1953–1958). Specjalizował się w obróbce cieplnej, maszynach i obróbce plastycznej metali. Pracował w fabryce wagonów Zakładów im. Hipolita Cegielskiego (1953–1958), jako asystent na Politechnice Poznańskiej (1957–1959) oraz główny technolog w Przedsiębiorstwie Zmechanizowanych Robót Kolejowych (1958–1961). W okresie nauki udzielał się w Związku Harcerstwa Polskiego, Związku Młodzieży Polskiej, Zrzeszeniu Studentów Polskich oraz Towarzystwie Przyjaźni Polsko-Radzieckiej. W 1958 wstąpił do Stronnictwa Demokratycznego. Sprawował funkcje partyjne: m.in. sekretarza Miejskiego i Powiatowego Komitetu SD w Poznaniu (1961–1966) oraz Wojewódzkiego Komitetu w Poznaniu (1966–1974). W 1961 Stronnictwo rekomendowało go do pracy w Dzielnicowej Radzie Narodowej na Nowym Mieście – został członkiem prezydium DRN (1961–1965). W latach 1973–1974 pełnił funkcję zastępcy przewodniczącego Rady Narodowej m. Poznania z ramienia SD. W 1965 został po raz pierwszy wybrany do Sejmu PRL. Przez 24 lata sprawował posła IV, V, VI, VII, VIII i IX kadencji. Był wybierany w okręgach Leszno (1965–1969) i Szamotuły (1969–1976), następnie zaś z Wałbrzycha (1976–1985) i listy krajowej (1985–1989). W latach 1965–1972 sprawował funkcję sekretarza Sejmu. Zasiadał w Komisjach Handlu Zagranicznego (1965–1972), Przemysłu Ciężkiego, Chemicznego i Górnictwa (1965–1972), Nauki i Postępu Technicznego (1972–1976) oraz Przemysłu Ciężkiego i Maszynowego (1972–1976).
W okresie 1974–1976 był prezesem Centralnego Związku Rzemiosła, zaś w latach 1975–1976 zasiadał w Prezydium Naczelnej Rady Spółdzielczości. Pełnił wysokie funkcje w centrali partyjnej SD: w latach 1969–1981 zasiadał w Centralnym Komitecie, a w okresie 1974–1981 również w jego prezydium. Na kongresie SD w 1976 został wybrany przewodniczącym Centralnego Komitetu. Miał swój udział w wypracowaniu reformatorskiego programu SD na XII kongresie partii w 1981, jednak podczas kongresu na stanowisko przewodniczącego CK SD wybrano Edwarda Kowalczyka. W kadencjach sejmowych VII, VIII i IX (1976–1989) rekomendowany przez Stronnictwo do Rady Państwa na funkcję wiceprzewodniczącego tego gremium (1976–1989). Jako członek RP nieobecny na jej posiedzeniu w nocy z 12 na 13 grudnia 1981 zaaprobował ex post decyzję o wprowadzeniu stanu wojennego w Polsce.
Po odejściu z władz krajowych SD w 1981 sprawował m.in. funkcję przewodniczącego Stołecznego Komitetu SD (od lutego do maja 1985). W wewnątrzpartyjnym głosowaniu na XIII kongresie w kwietniu 1985 ponownie wybrany przewodniczącym CK SD – wygrał wówczas rywalizację z Edwardem Kowalczykiem ubiegającym się o reelekcję. Podczas drugiej kadencji na stanowisku przewodniczącego SD wystąpił z planem ograniczonych reform w kraju. Stronnictwo domagało się wówczas m.in. zamiany większości dla Polskiej Zjednoczonej Partii Robotniczej w Sejmie na rzecz większości dla trójpartyjnej koalicji PZPR–Zjednoczone Stronnictwo Ludowe–SD. Na XIV zjeździe Wojewódzkiego Komitetu SD w Olsztynie 6 stycznia 1989 Tadeusz W. Młyńczak jako pierwszy w historii polityk PRL zgłosił postulat zmiany nazwy państwa na „Rzeczpospolitą Polską” oraz przywrócenia godłu państwowemu korony. W kwietniu 1989 doszło do rejestracji Unii Młodzieży Demokratycznej – pierwszej od 1982 młodzieżowej organizacji SD. Podczas obrad XIV Kongresu SD w kwietniu 1989 nie uzyskał ponownego wyboru na stanowisko przewodniczącego – w I turze uzyskał 190 głosów (Jerzy Jóźwiak – 250, Zbigniew Rudnicki – 189, zaś Jan Janowski – 130), w II turze przegrał z Jerzym Jóźwiakiem. Nie wszedł również w skład najwyższych władz SD. Nie kandydował w wyborach parlamentarnych w 1989. W latach 1989–1990 był doradcą w Kancelarii Prezydenta RP. Po 1989 nie udzielał się w życiu wewnątrzpartyjnym SD. W maju 2001 był gościem III sesji XIX Kongresu Stronnictwa.
W latach 1977–1983 był członkiem prezydium Ogólnopolskiego Komitetu Frontu Jedności Narodu. Od 1977 do 1989 sprawował funkcję prezesa Rady Naczelnej Towarzystwa Łączności z Polonią Zagraniczną „Polonia”. W III RP członek kapituły godła „Teraz Polska” (1996–1999), następnie Komitetu Polskiej Nagrody Jakości w Warszawie. Sprawował funkcję dyrektora generalnego Związku Rzemiosła Polskiego (1993–1999). Był również związany ze spółkami prywatnymi.
Działa w Stowarzyszeniu Inżynierów Mechaników Polskich, był wiceprzewodniczącym jego zarządu głównego (1976–1980). Od 1961 był sekretarzem Wojewódzkiej Komisji Upowszechniania Książki i Prasy Technicznej i Ekonomicznej przy WKP Naczelnej Organizacji Technicznej w Poznaniu. W 1963 wstąpił w szeregi Polskiego Towarzystwa Cybernetycznego – był członkiem założycielem jego oddziału poznańskiego. Był członkiem Rady Wynalazczości przy Urzędzie Patentowym PRL (1971–1973), a także Rady Wynalazczości i Racjonalizacji przy Radzie Głównej NOT (1983–1988). W III RP członek Rady Regencyjnej Wyższej Szkoły Zarządzania i Marketingu w Warszawie.

## Odznaczenia
Odznaczony m.in. Złotym Krzyżem Zasługi, Krzyżami Kawalerskim i Komandorskim Orderu Odrodzenia Polski, Orderem Sztandaru Pracy I klasy, Odznaką „Zasłużonemu Działaczowi Stronnictwa Demokratycznego” oraz Odznaką 1000-lecia Państwa Polskiego. W 1985 otrzymał tytuł Honorowego Obywatela Wałbrzycha.

## Życie prywatne
Żonaty z Urszulą Młyńczak z domu Gust. Mają trzy córki. W 1992 został bohaterem przeprowadzonego rok wcześniej wywiadu-rzeki Janusza Herza, Widziane z trzeciego planu – rozmowy z Tadeuszem Witoldem Młyńczakiem.